# New Brockton
New Brockton is een plaats (town) in de Amerikaanse staat Alabama, en valt bestuurlijk gezien onder Coffee County.

## Demografie
Bij de volkstelling in 2000 werd het aantal inwoners vastgesteld op 1250.
In 2006 is het aantal inwoners door het United States Census Bureau geschat op 1220, een daling van 30 (-2,4%).

## Geografie
Volgens het United States Census Bureau beslaat de plaats een oppervlakte van
20,7 km², geheel bestaande uit land. New Brockton ligt op ongeveer 126 m boven zeeniveau.

## Plaatsen in de nabije omgeving
De onderstaande figuur toont de plaatsen in een straal van 24 km rond New Brockton.